# Cordelia Malone
"Cordelia Malone" é uma canção de novela escrita por Billy Jerome e Jean Schwartz em 1904. No mesmo ano foi cantada pelo Billy Murray.
A letra é o relato em primeira mão de um cavalariço sobre seu namoro com uma "garota irlandesa esperta" chamada Cordelia Malone. Na música, ele fala sobre como pareceu chamar a atenção de Cordelia ao usar o telefone que acabara de ser inventado, dizendo:
"...Jovens pretendentes podem bater à porta todas as noites, já que sua irmã Bedelia ganhou fama, mas os sorrisos dela, você não vê, eles são apenas para mim, então eles podem muito bem deixá-la em paz, porque ela parece alegrar-me com o som da minha voz quando canto no telefone Bell: "Olá, olá, doce Cordélia"..."
O nome dado à irmã de Cordelia, 'Bedelia', pode estar relacionado a uma canção popular escrita por Billy Jerome e Jean Schwartz em 1903, "Bedelia (I Want to Steal Ye, Bedelia, I Love You So)".